# Jagdschloss Gelbensande

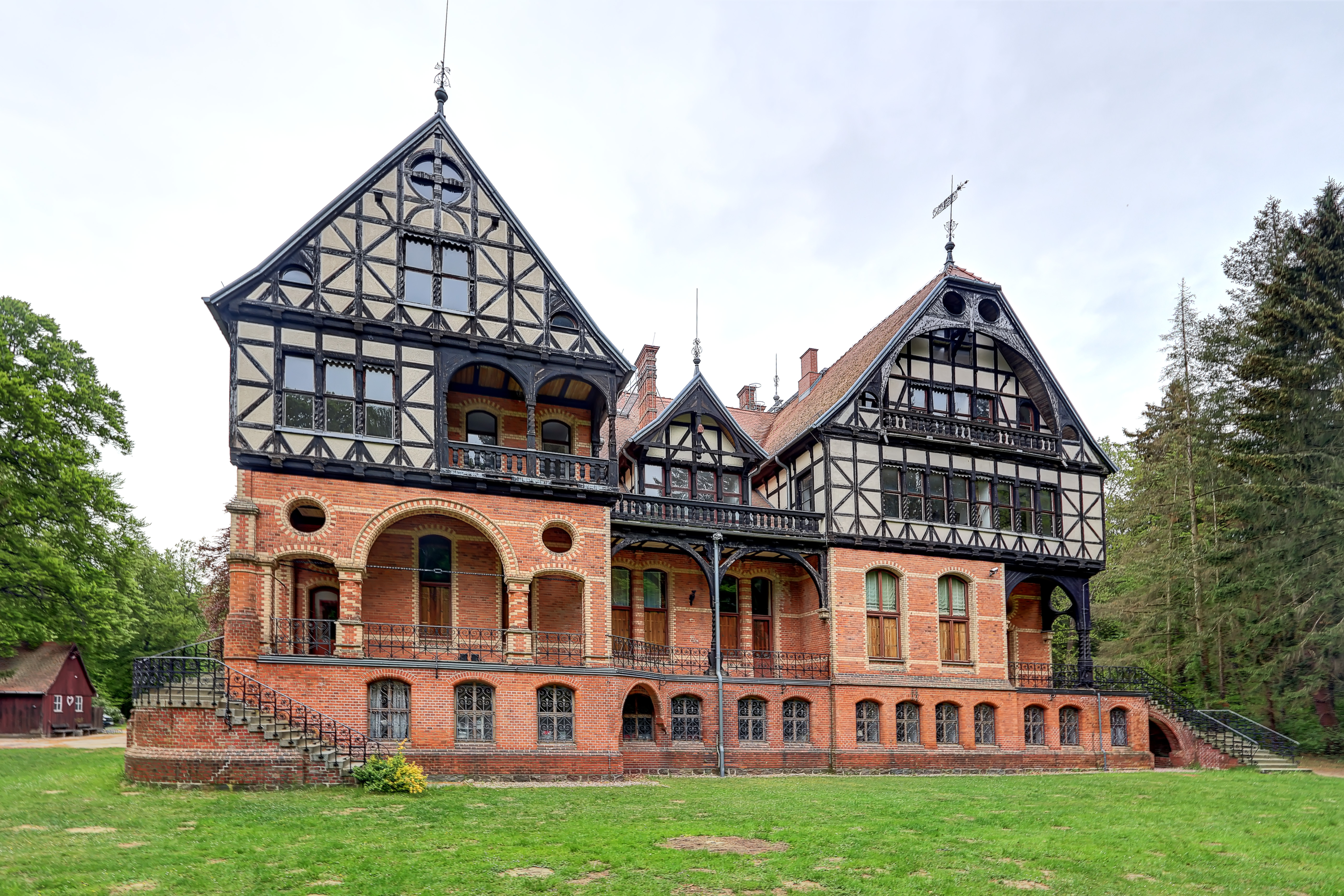
Jagdschloss Gelbensande

Das Jagdschloss Gelbensande liegt in der Rostocker Heide im Norden Mecklenburg-Vorpommerns und gehört zur Gemeinde Gelbensande. Konzipiert wurde es als Sommerresidenz des mecklenburgischen Großherzogs Friedrich Franz III. und dessen Frau Anastasia Michailowna Romanowa. Es handelt sich hierbei um eine im englischen Landstil gebaute Villa.   

## Geschichte

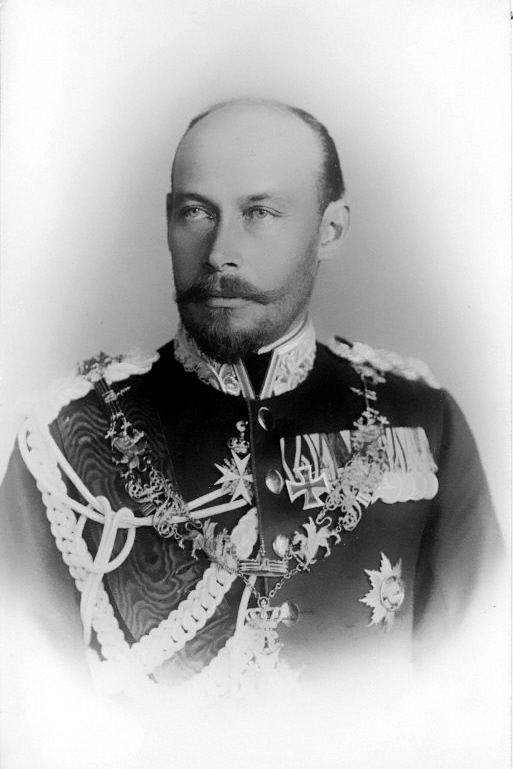
Bauherr Großherzog Friedrich Franz III.

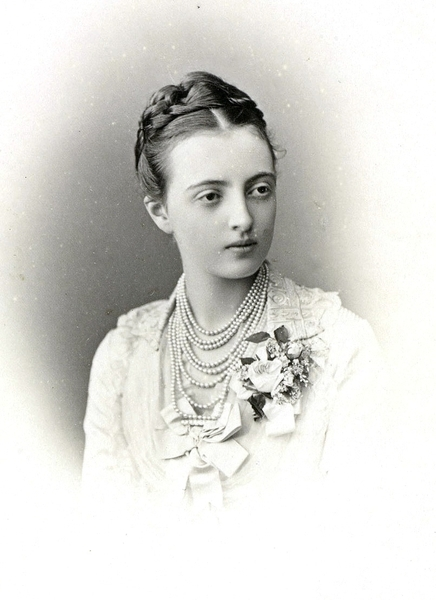
Großherzogin Anastasia zu Mecklenburg, Großfürstin von Russland

### 1884–1945
1884 erteilte Großherzog Friedrich Franz III. dem bekannten Architekten Gotthilf Ludwig Möckel den Auftrag, ein Jagdschloss als Sommerresidenz im Gelbensander Forst zu errichten. In Anwesenheit des russischen Großfürsten Michael Nikolajewitsch Romanow wurde am 1. Mai 1885 der Grundstein gelegt. Das Richtfest konnte bereits einige Monate später am 23. September 1885 gefeiert werden. Im August 1887 war das Anwesen schließlich bezugsfertig. Die Einweihungsfeier am 25. August bildete den Abschluss der über zwei Jahre andauernden Bauarbeiten.
Großfürst Michael Nikolajewitsch Romanow, der den Bau mit finanzierte, und seine Söhne waren fortan alljährlich Gäste in Gelbensande, um hier der Jagd nachzugehen.
1891 zeigte Architekt Möckel sein im Gelbensander Forst realisiertes Projekt auf der Internationalen Kunstausstellung in Berlin.
Nach dem Tod von Friedrich Franz III. war das Jagdschloss der Witwensitz seiner Frau Großherzogin Anastasia. Ein Höhepunkt in der Geschichte des Schlosses war die Verlobungsfeier am 4. September 1904 der Prinzessin Cecilie von Mecklenburg-Schwerin mit Kronprinz Wilhelm von Preußen, dem Sohn von Kaiser Wilhelm II. Die Bekanntgabe der Verlobung fand im unweit gelegenen Teehaus der großherzoglichen Familie statt. Am Tage der Verlobung kam es zu einem Waldbrand um Gelbensande, der sich in Richtung des Anwesens ausbreitete. Kronprinz Wilhelm von Preußen, der Kronprinz Christian von Dänemark und Großherzog Friedrich Franz IV. zu Mecklenburg stellten ihre Tatkraft unter Beweis, indem sie sich an den Löscharbeiten beteiligten. Der Großherzog blieb der Feuerwehr in Gelbensande auch später verbunden. So stiftete er im September 1932 ein Opel Löschfahrzeug mit Motorspritze.
Großherzogin-Witwe Anastasia zu Mecklenburg verließ zu Beginn des Ersten Weltkrieges das Deutsche Reich. Da sie der russischen Zarenfamilie angehörte – somit Verbindungen zum Feind Russland hatte – war sie in Mecklenburg Anfeindungen ausgesetzt und verbrachte daher die folgende Kriegszeit in der Schweiz.
Am 8. November 1918 erfolgte die Anerkennung der von Sozialdemokraten getragenen Volksregierung durch Großherzog Friedrich Franz IV. Der Großherzog erklärte daraufhin am 14. November 1918 seine Abdankung, hiermit endete auch die Monarchie in Mecklenburg. Die herzogliche Familie begab sich nachfolgend ins Exil nach Dänemark, aus dem sie 1919 wieder nach Mecklenburg zurückkehrten. Jagdschloss Gelbensande ging daher vorübergehend in das Eigentum des Landes Mecklenburg über, welches vom Kabinett Wendorff regiert wurde.
Im Rahmen der Fürstenabfindung erhielt der abgedankte Großherzog Friedrich Franz IV. zu Mecklenburg  das Jagdschloss Gelbensande im Jahr 1919 zurück und wohnte hier bis zum Jahr 1921. Im selben Jahr verlegte er seinen Wohnsitz nach Ludwigslust. Der Enkel der Großherzogin Anastasia, Christian Ludwig zu Mecklenburg, bewohnte das Jagdschloss jedoch weiter bis Mitte 1944.

### 1945–1989
Am 1. Mai 1945 wurde auf den benachbarten Bahngleisen ein Lazarettzug der Wehrmacht abgestellt. Der Lazarettzug hatte eine mehrwöchige Irrfahrt hinter sich. Aufgrund der Gefahr von Tieffliegerangriffen ließ Kommandant Dr. Hoffmann die 750 verwundeten Wehrmachtssoldaten im Jagdschloss und in weiteren Gebäude in Gelbensande einquartieren.
Auch die sowjetischen Besatzungstruppen, die Anfang Mai 1945 das Gebiet besetzten, nutzten das Schloss weiterhin als Lazarett. Im Lazarett wurden folgend die ehemaligen Insassen des KZ-Außenlager Schwarzenpfost versorgt, die bis Kriegsende Zwangsarbeit bei den Ernst Heinkel Werken in Rostock verrichten mussten. Auf dem unweit vom Jagdschloss befindlichen Friedhof wurden 48 Verstorbene unterschiedlicher Nationen – Soldaten, Kriegsgefangene und Zwangsarbeiter – begraben. An sie erinnert heute eine Gedenkstätte.
Im Zuge der Bodenreform in der sowjetischen Besatzungszone erfolgte die Enteignung der Mecklenburger Fürstenfamilie, die vor der Roten Armee nach Schleswig-Holstein in die britische Besatzungszone geflüchtet war. Im Zuge der Gründung der DDR wurde das enteignete Jagdschloss in das Volkseigentum überführt.
Das Schloss wurde daraufhin dem staatlichen Gesundheitswesen zur Nutzung überlassen und diente bis 1979 als Tuberkulose-Heilstätte und Krankenhaus.
Von 1980 bis 1985 diente das Schloss dem Wohnungsbaukombinat Rostock als Bauarbeiterunterkunft. Nach einem Beschluss der SED-Kreisleitung sowie des Rates des Kreises Rostock wurde in dieser Zeit in Gelbensande mit Mitteln des Wohnungsbauprogramms der DDR eine Plattenbausiedlung und die dazugehörige Infrastruktur errichtet. Kritik an dieser Maßnahme wurde seitens des Kulturhistorischen Museums in Rostock geäußert. Die Einstufung des unweit davon gelegenen Jagdschlosses als Denkmal fand keine Berücksichtigung im Entscheidungsprozess.
Nach der Nutzung als Bauarbeiterunterkunft – ab 1986 – erhielt die Gemeinde das Nutzungsrecht für das Gebäude. Zwischen 1986 und 1990 folgte die kommunale Nutzung durch die Gemeinde, die dort eine Gemeindebibliothek, den Veteranen Club, und Büroräume für den Abschnittsbevollmächtigten einrichteten. Im Jahr 1988 ging das Jagdschloss dann in das Eigentum der Gemeinde Gelbensande über. Daraufhin begannen die sogenannten Feierabendbrigaden mit der Sanierung des Gebäudes.

### 1989–heute
Mit der Wende ergaben sich neue Möglichkeiten der Nutzung. Im Juli 1990 erteilte das Ministerium für Handel und Versorgung die Erlaubnis ein Spielcasino einzurichten. Eine GmbH sollte das Unternehmen führen, während die Gemeinde mit 10 Prozent am Gewinn beteiligt werden sollte. Ein Jahr später wurde die Lizenz jedoch vom Land Mecklenburg-Vorpommern verweigert. Die Gemeinde erwarb daraufhin das Schloss im Jahr 1994 und begann 1996 mit der Sanierung des Dachgeschosses sowie der Außenfassade. Überlegungen der Gemeinde, in dem Gebäude Eigentumswohnungen, ein Hotel oder eine Kurklinik einzurichten scheiterten an der Vorgabe, dass das Gebäude weiterhin öffentlich zugänglich sein müsse.
Im Jahr 2008 wurde das Jagdschloss von der Gemeinde an einen Bauunternehmer verkauft, seither werden Teilbereiche des Gebäudes kommerziell genutzt. Die repräsentativen Räumlichkeiten des Hauptgeschosses bleiben im vertraglich vereinbarten Dauernutzungsrecht der Gemeinde, ebenso ist die Weiterführung des Museums sowie der kulturellen Veranstaltungen im Nutzungskonzept festgeschrieben.
Die elf restaurierten Räume der Etage mit den vier Kaminzimmern und dem Bad des Großherzogs können auch ohne Führung besichtigt werden, gezeigt werden hier dänisches königliches Porzellan, Bauzeichnungen des Jagdschlosses sowie Jagdtrophäen und Kupferstiche. Eine Dauerausstellung informiert über die Entwicklungsgeschichte des Hauses.

## Jagdschloss

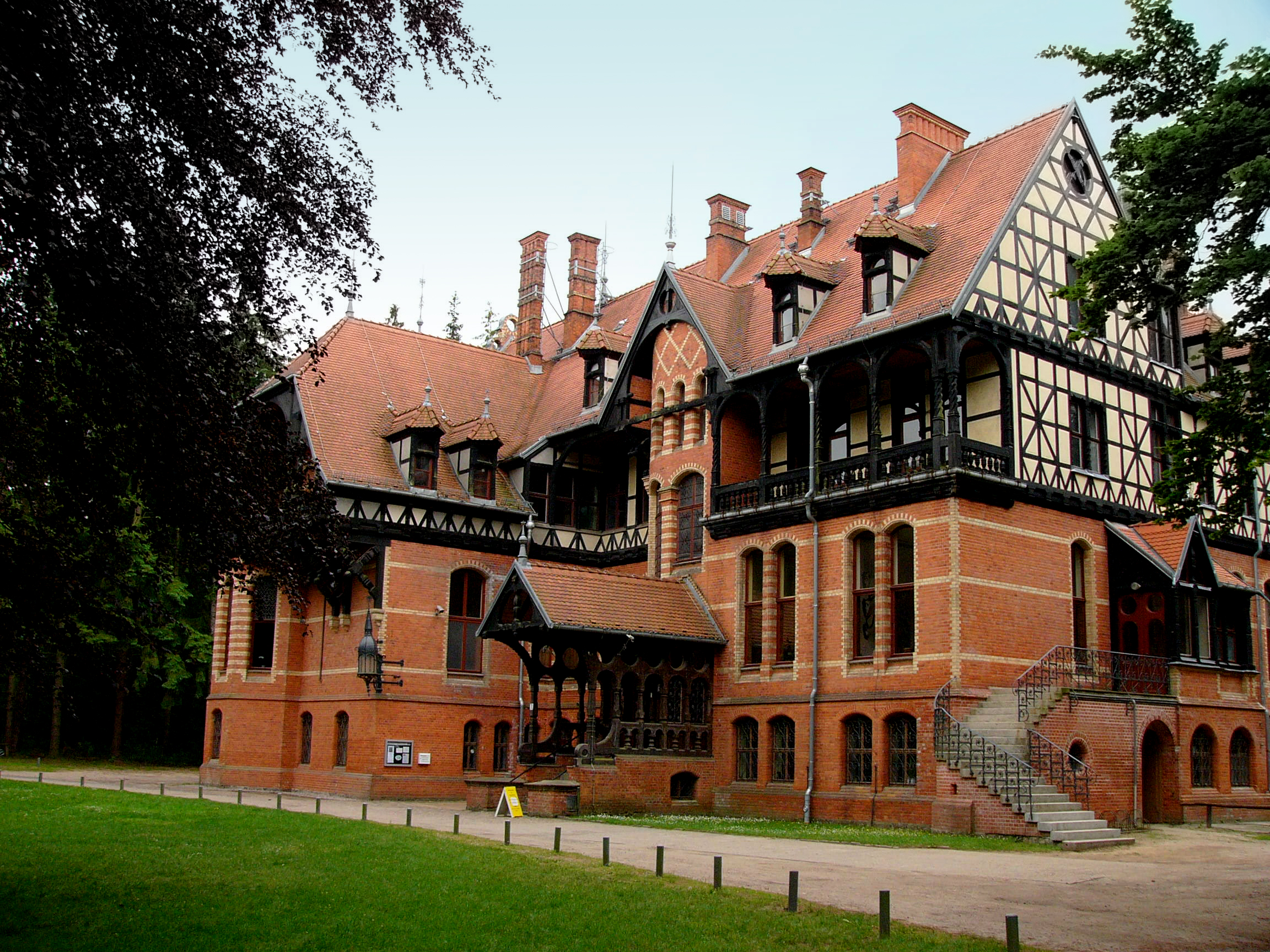
Nordostseite des Jagdhauses

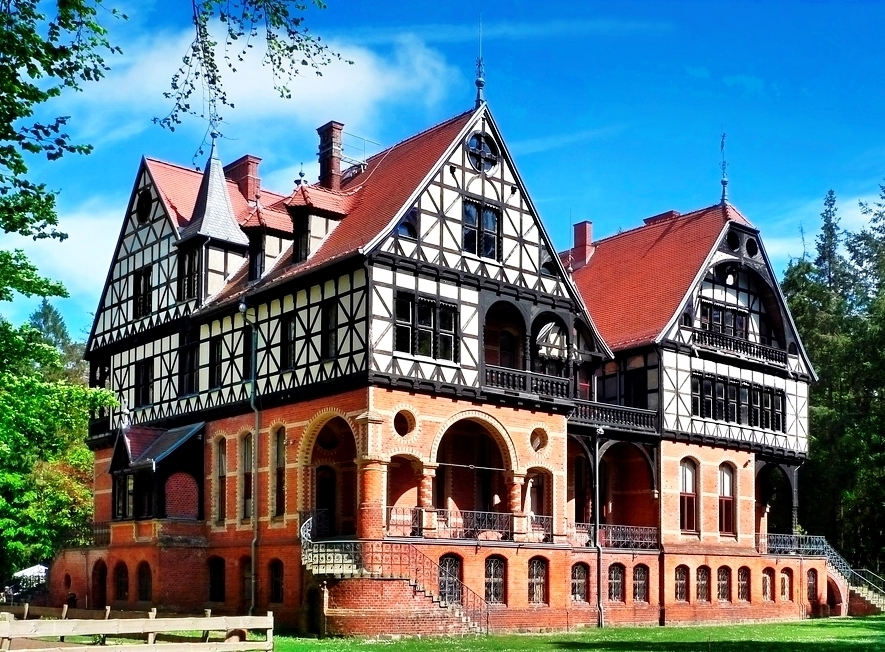
Südostseite des Jagdhauses

Großherzog Friedrich Franz III. zu Mecklenburg erteilte 1884 den Auftrag zum Bau seiner Sommerresidenz, als Standort bot sich das Jagdrevier der mecklenburgischen Landesfürsten an. Mit der wichtigste Entscheidungsgrund für den Standort waren die guten klimatischen Bedingungen in der Region während des Sommers, die sich günstig auf den Gesundheitszustand des von Asthma geplagten Großherzogs auswirkten. Bereits 1878 hielt sich der Großherzog zur Kur in Gelbensande auf, ihn begeisterten seither die Umgebungsbedingungen. Der Bau geht auf direkte Initiative von Großherzogin Anastasia zurück.
Dem Wunsch der Hausherrin entsprechend, sollte das Haus nicht mit Türmen und anderen Stilelementen eines Schlosses überfrachtet werden, vielmehr sollte es sich in die Umgebung einfügen. Das Haus wurde als Wohnhaus konzipiert und die Inneneinrichtung nach den damalig neuesten Erkenntnissen der gesundheitlichen Verträglichkeit ausgewählt.
Mit der planerischen Ausführung wurde Hofbaurat Gotthilf Ludwig Möckel beauftragt, die Bauausführung vor Ort leitete hingegen der Bauleiter Vogel und später der Bauleiter Diesend.

### Außengestaltung

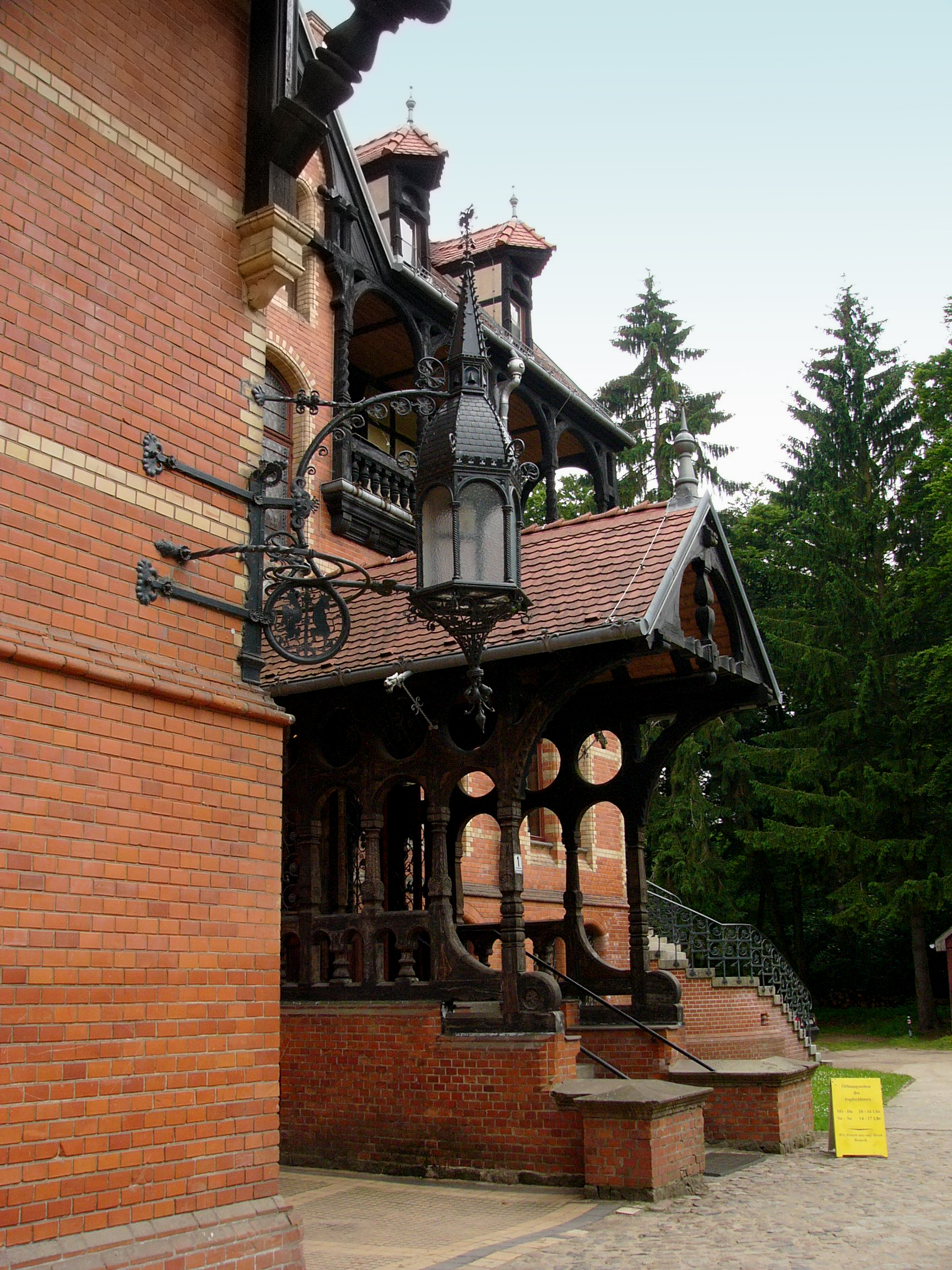
Eingangsvorbau und Wandlaterne

Das Großherzogliche Jagdhaus orientiert sich in seiner Grundform am Stil der herrschaftlichen englischen Landhäuser. Großherzogin Anastasias Wunsch entsprechend, wurden auch Gestaltungselemente aus russischen Schlössern und Bojaren-Häusern eingearbeitet. Diese zeigen sich unter anderem in den schmuckvollen Holzarbeiten. Hier ist besonders die hölzerne Überdachung des Haupteinganges anzumerken, in dieser Form auch an Bojarenhäusern zu finden. Der russische Doppeladler findet sich gleichfalls am Gebäude. Auch die Säulenarchitektur der Balkone und Altane lässt die russische Architektureinstreuung deutlich erkennen. Die pyramidalen Spitzhelme der Türmchen erscheinen abgeleitet vom Turm des Bojarenhauses der Romanows, obgleich Architekt Möckel diese Form der Türmchen bereits an seiner 1878 im neogotischen Stil erbauten Villa in Dresden verwendete. Großfürst Michael Nikolajewitsch Romanow, Vater der Großherzogin, unterstützte den Bau finanziell, infolgedessen nahm er auch Einfluss auf die gestalterische Ausführung des Baues.
Das Hauptgeschoss und das Untergeschoss sind aus roten und gelben Backstein errichtet, welche in der Ziegelbrennerei Saniter in Rostock hergestellt wurden. Die schmuckvolle Ausführung der Musterung mittels der gelben Ziegelverblendung bildet einen exzellenten Kontrast zum roten Backsteinbau. Diese Farbgebung ist typisch für von Möckel gestaltete Gebäudefassaden. Im Gegensatz dazu das Obergeschoss, bestehend aus Fachwerk mit geputzten Ausfachungen. Das für das Fachwerk verbaute Holz stammte aus dem umliegenden Waldgebiet. Dem Wunsch der Großherzogin entsprechend finden sich allseitig Hallen, welche Schutz gegen direkte Sonneneinstrahlung und Zugluft bieten. Zugang zu diesen Hallen erlangte man über die Treppenaufgänge an den Gebäudeseiten.
Die Treppenaufgänge zum Hauptgeschoss sind mit kunstvoll gestalteten schmiedeeisernen Geländern ausgestattet, welche den Fenstergittern des Untergeschosses gleichen.
Eine reich verzierte Ecklaterne – linksseitig des Haupteinganges – zeigt in ihrer Ausarbeitung wiederum die russischen Einflüsse auf die Gestaltung der Anbauteile. Bekrönt wird die Laterne vom russischen Doppeladler.
In der Farbgestaltung des Hauses zeigt sich der gewollte Kontrast des roten und gelben Backstein mit den in weiß gehaltenen geputzten Flächen der Ausfachungen des Obergeschosses. Die in schwarz gehaltenen Holzbauteile des Jagdschlosses bilden den schmuckvollen Abschluss der äußerlichen Farbgestaltung.
Die Satteldächer und Dachgauben werden von First- und Giebelbekrönungen geschmückt. Bemerkenswert die aus Kupfer gefertigten Kugeln mit Spitze, die als Blitzableiter dienten und auch noch heute ihren Zweck erfüllen.

### Innengestaltung

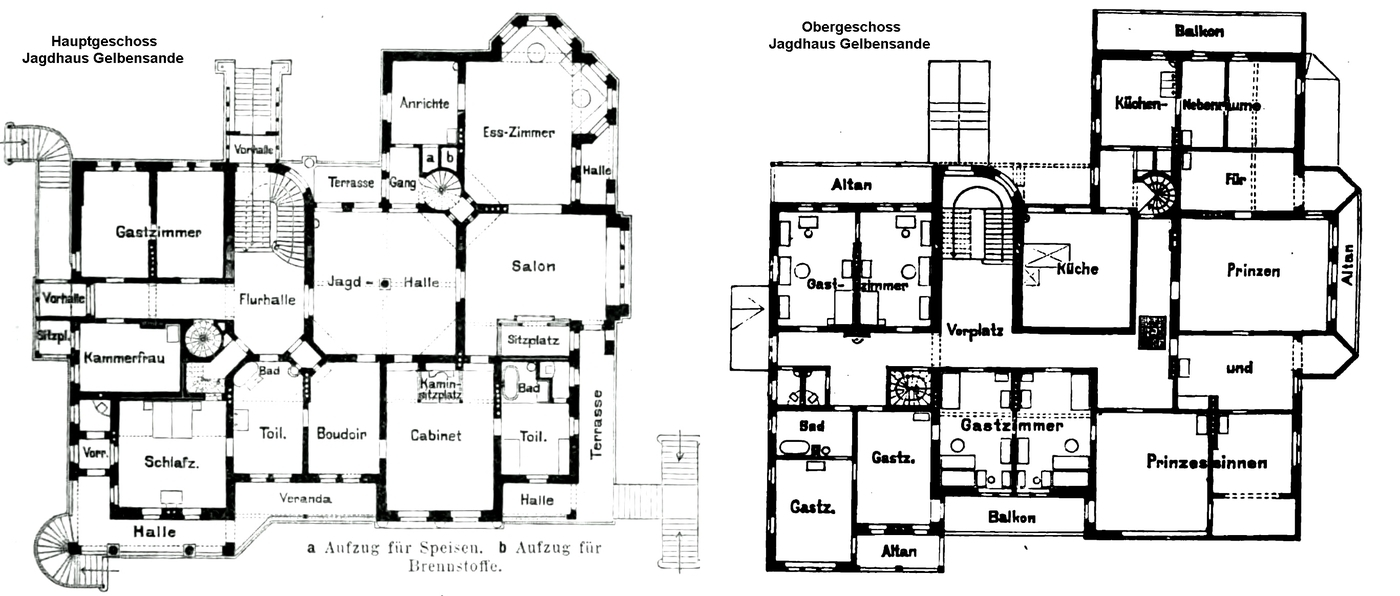
Grundrisse Hauptgeschoss und Obergeschoss

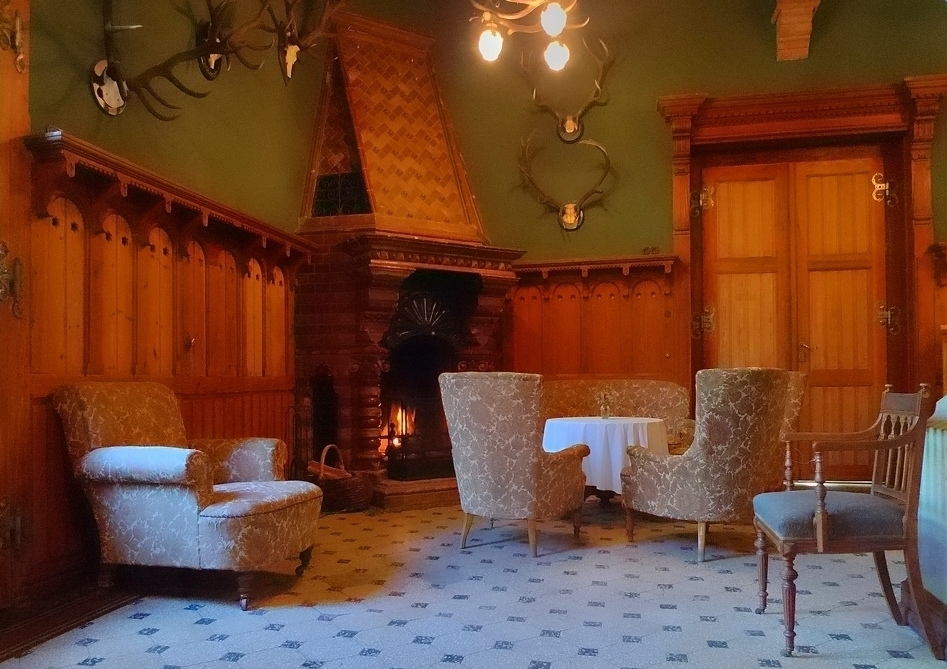
Jagdzimmer

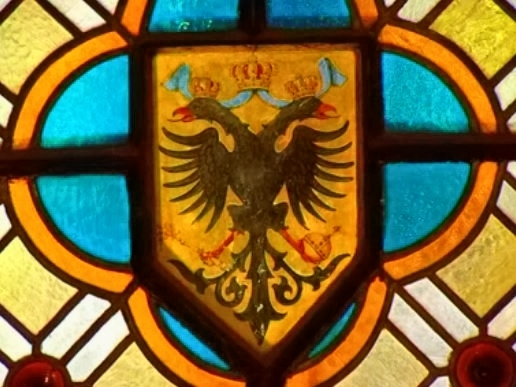
Eingangsbereich, Wappenschild der russischen Zarenfamilie

Das Zentrum des Hauses bildet die Jagdhalle, beim Durchschreiten des seitlichen Zuganges gelangt man in den Salon, von hier aus ist auch das Esszimmer begehbar.
Das Jagdzimmer ist der größte Raum des Hauses, mit prachtvollen Jagdtrophäen geschmückt. An den Wänden mit Holzpaneele ausgekleidet und einer hölzernen kassettierten Decke versehen. Neben liegend der Salon mit seinen ausladenden Sitzgelegenheiten. Im Esszimmer sind die Erker zu bemerken, welche Platz für Sitzgelegenheiten boten. Schmuckvoll gestaltete Kamine bilden einen weiteren Bestandteil der Innenausstattung. Im Cabinet hingegen befindet sich der schmuckvolle Kaminofen mit seinen vorgelagerten Sitzplätzen. Das notwendige Kaminholz zur Befeuerung wurde vom Keller per Aufzug in die Wohnräume verbracht.
Schlafzimmer und die Badebereiche der Herrschaften befanden sich im Hauptgeschoss. Diese Räumlichkeiten standen in Verbindung mit dem Jagdzimmer, dem Cabinet und dem Salon. Das schmuckvolle Cabinet wird flankiert vom Boudoir und dem gegenüberliegenden Bad mit Toilette. An den Boudoirbereich schließt sich ein weiteres Bad an, welches mit direkten Zugang zum Schlafzimmer der Herrschaften versehen ist.
Das Gastzimmer und das Zimmer der Kammerfrau befanden sich gleichfalls in diesem Gebäudebereich und waren vom Flurraum aus zugänglich.
Die Haupträume besitzen eine schmuckvolle Ausgestaltung und Einrichtung. In den Räumlichkeiten finden sich aufwendig gefertigte Holzelemente, teils mit aufwendigen Schnitzwerk verziert. Auch im Innenbereich sind russische Stilelemente und Einrichtungsgegenstände erkennbar. Im Hauptgeschoss ist die Innengestaltung im Originalzustand erhalten.
Mit schmuckvollen buntfarbigen Bleiglasfenstern sind die hochgestelzten Rundbogenfenster des Hauptgeschosses ausgestattet. Das durch diese Fenster einfallende natürliche Licht sorgt für eine ausgezeichnete Lichtsituation in den Innenräumen. Bemerkenswert sind die runden buntfarbigen Wappenfenster, in welche der russische Doppeladler eingearbeitet wurde. Es finden sich auch Fenster, die mit buntfarbigen Butzenscheiben versehen sind.
Zwischen dem Hauptgeschoss und dem Obergeschoss wurden Doppeldecken eingezogen, welche die Schallausbreitung verhindern sollen.
Im Obergeschoss befanden sich die Räumlichkeiten des Erbgroßherzogs Friedrich Franz IV. und seiner Schwestern. Zudem befanden sich dort die Gästezimmer und die Räume der Bediensteten. Die im Obergeschoss befindliche Küche war strikt von den umliegenden Wohnräumlichkeiten abgetrennt worden. Sie verfügte über einen eigens eingebauten Speiseaufzug, der die Speisen direkt zur Anrichte transportierte. Im darüberliegenden Dachgeschoss befanden sich weitere Gästezimmer und die Warmwasseraufbereitunganlage.
Das Kellergeschoss beherbergte hingegen weitere Wirtschafts-Räumlichkeiten und Diensträume.
Eine Diensttreppe aus Naturstein – für die Dienerschaft – ermöglichte den Zugang vom Kellergeschoss bis zum Obergeschoss. Neben der Anrichte die gusseiserne Wendeltreppe, die den direkten Zugang in die Küche im Obergeschoss ermöglichte. Die Herrschaften gelangten über die Haupttreppe in das Obergeschoss/Dachgeschoss und zu den Räumlichkeiten der Kinder.

### Haustechnik
Das Jagdschloss war mit einer Warmluftheizung ausgestattet, welche mittels Zirkulation der erwärmten Luft die Haupträume mit Wärme versorgte. Die erwärmte Luft wurde mithilfe von Rohren den Räumlichkeiten zugeführt. Aufwendig gestaltete offene Kamine und Kachelöfen dienten bei Bedarf als zusätzliche Wärmequelle.
Sanitäranlagen und Bäder waren mit der damalig modernsten verfügbaren Technik, zu der auch die im Dachgeschoss installierte Warmwasseraufbereitung gehörte, ausgestattet. Im Außenbereich wurde notwendigerweise ein Brunnen angelegt, der mittels elektrischer Pumpe und Wasservorratsbehälter die Versorgung des Hauses gewährleistete. Zum Schutz der Trinkwasseranlage wurde eigens ein Brunnenhaus errichtet.
Das Haus verfügte zudem über einen Speiseaufzug und einen Brennstoffaufzug. Die an Seilen aufgehängten Aufzüge wurden mittels Zahnradgetriebe und Handkurbel betrieben.

### Teehaus und Außengelände

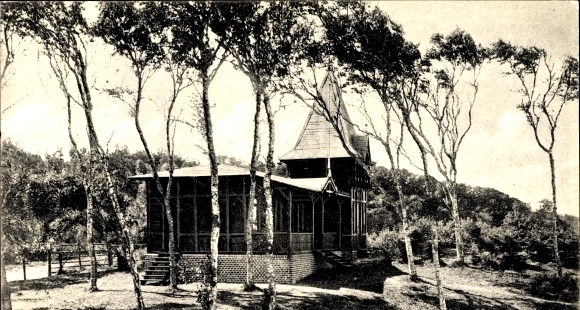
Teehaus in den Dünen

Auch ein schlichtes Teehaus gehörte zum Jagdschloss. Es befand sich unweit des herrschaftlichen Anwesens nahe den Dünen. Der pyramidale Spitzhelm des Türmchens und die typische Holzbauweise ließen den russischen und asiatischen Einfluss auf die Gestaltung des Teehauses erkennen.  Die Bekanntgabe der Verlobung von Cecilie zu Mecklenburg-Schwerin und Kronprinz Wilhelm von Preußen fand im Teehaus statt.
Bei der Gestaltung des Außenbereiches wurde auch darauf Wert gelegt, dass sich die Bepflanzung und deren Gestaltung in die Natur der Umgebung einfügt. Der Außenbereich wurde mit Ziersträuchern und heimischen Blumen bepflanzt, auf der Rückseite und der Vorderseite schlossen sich Ziergrünflächen an.
Großherzogin Anastasia war eine passionierte Tennisspielerin, weswegen sie am Jagdschloss einen Tennisplatz anlegen ließ. Auf dem Tennisplatz spielten im Verlauf der Jahre zahlreiche prominente Gäste, darunter die Brüder Laurence Doherty und Reginald Doherty, beide erfolgreiche Tennisspieler ihrer Zeit. Vom einstigen Tennisplatz ist heute nur noch die Bodenplatte erkennbar.

## Ergänzendes

### Vorbild für Schloss Cecilienhof
Kronprinzessin Cecilie erinnerte sich gerne an den Ort ihrer Kindheit und Jugend. Die kaiserliche Familie ließ ihren Wunsch entsprechend Cecilienhof in Potsdam errichten. Für das neu erbaute Schloss wurden Architekturelemente des Jagdschlosses Gelbensande übernommen, erwähnenswert sind hier besonders die Fachwerkelemente im Bereich des Obergeschosses und die Giebel.

### Kirche Volkenshagen
Großherzog Friedrich Franz III. unterstützte die Wiederherstellung und Ausschmückung der Kirche Volkenshagen – Gelbensande gehörte zum Pfarrsprengel – mit beachtlichen Geldmitteln. Als Dank wurde nach seinem Tode eine Marmortafel mit Widmung am Altarplatz in der Kirche gestiftet.

### Automobile in Gelbensande
Großherzogin Anastasia galt als fortschrittlich, so auch in der Wahl ihrer Fortbewegungsmittel. 1898 erwarb sie ein Automobil der Marke  Panhard & Levassor Type M2F Wagonette.
Die Großherzogin war die erste Protektorin des am 10. Juli 1899 im Hotel Bristol in Berlin gegründeten Deutschen Automobil Clubs. Auch die Initiative zur Gründung des DAC ging von Großherzogin Anastasia aus.
Jagdschloss Gelbensande war auch Jahre später Treffpunkt der Automobil-Freunde. So lud der abgedankte Großherzog Friedrich Franz IV. und die Großherzogin die Damenabteilung des Großherzoglich Mecklenburgischen Automobilclub (G.M.A.C.) nach Gelbensande ein. Der Einladung am 15. September 1932 folgten 28 Damen in 12 Wagen.

## Galerie

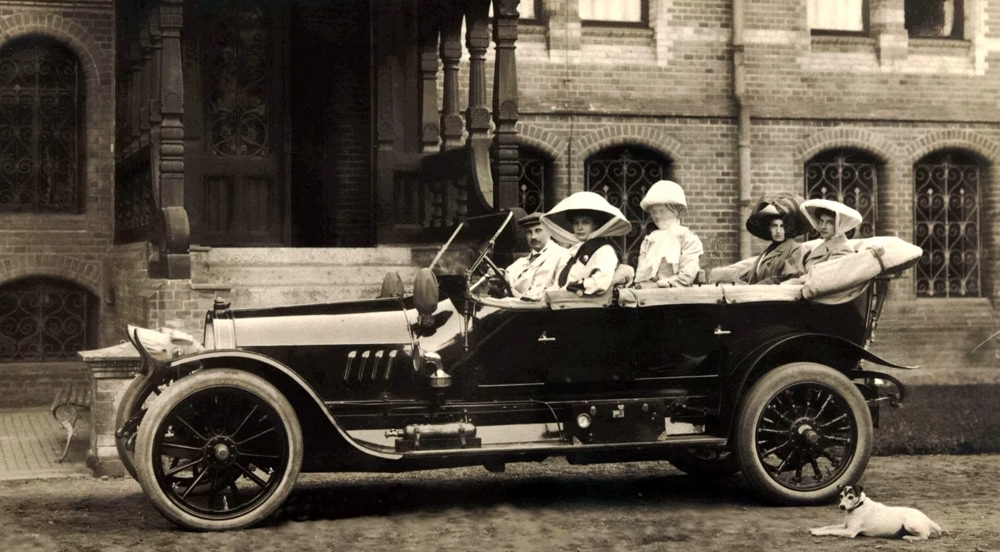
Die großherzogliche Familie in einem 1911er Opel Automobil vor den Haupteingang
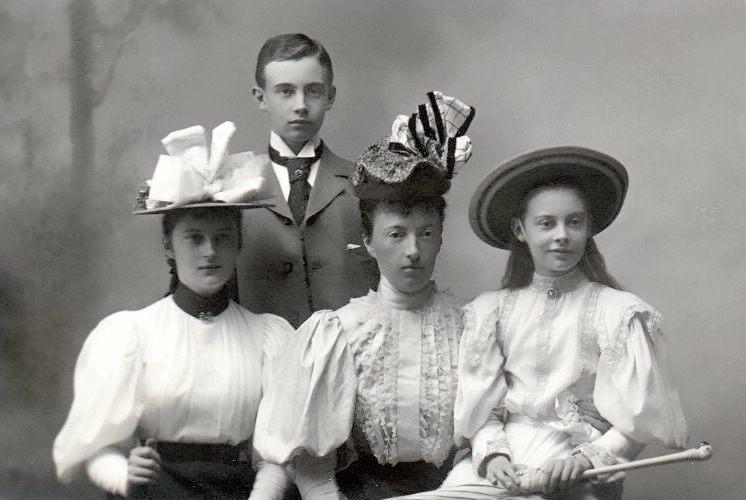
Großherzogin Anastasia und Kinder
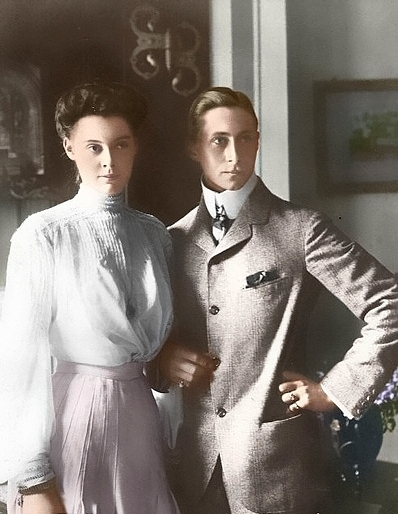
Kronprinz Wilhelm und Herzogin
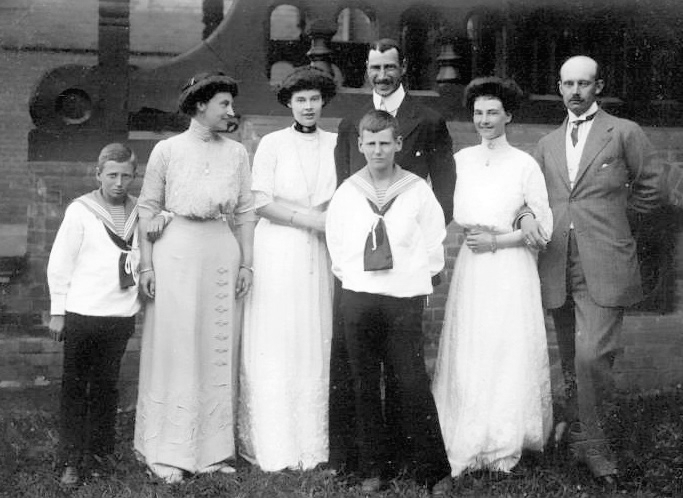
Kronprinz Christian X. von Dänemark zu Besuch in Gelbensande
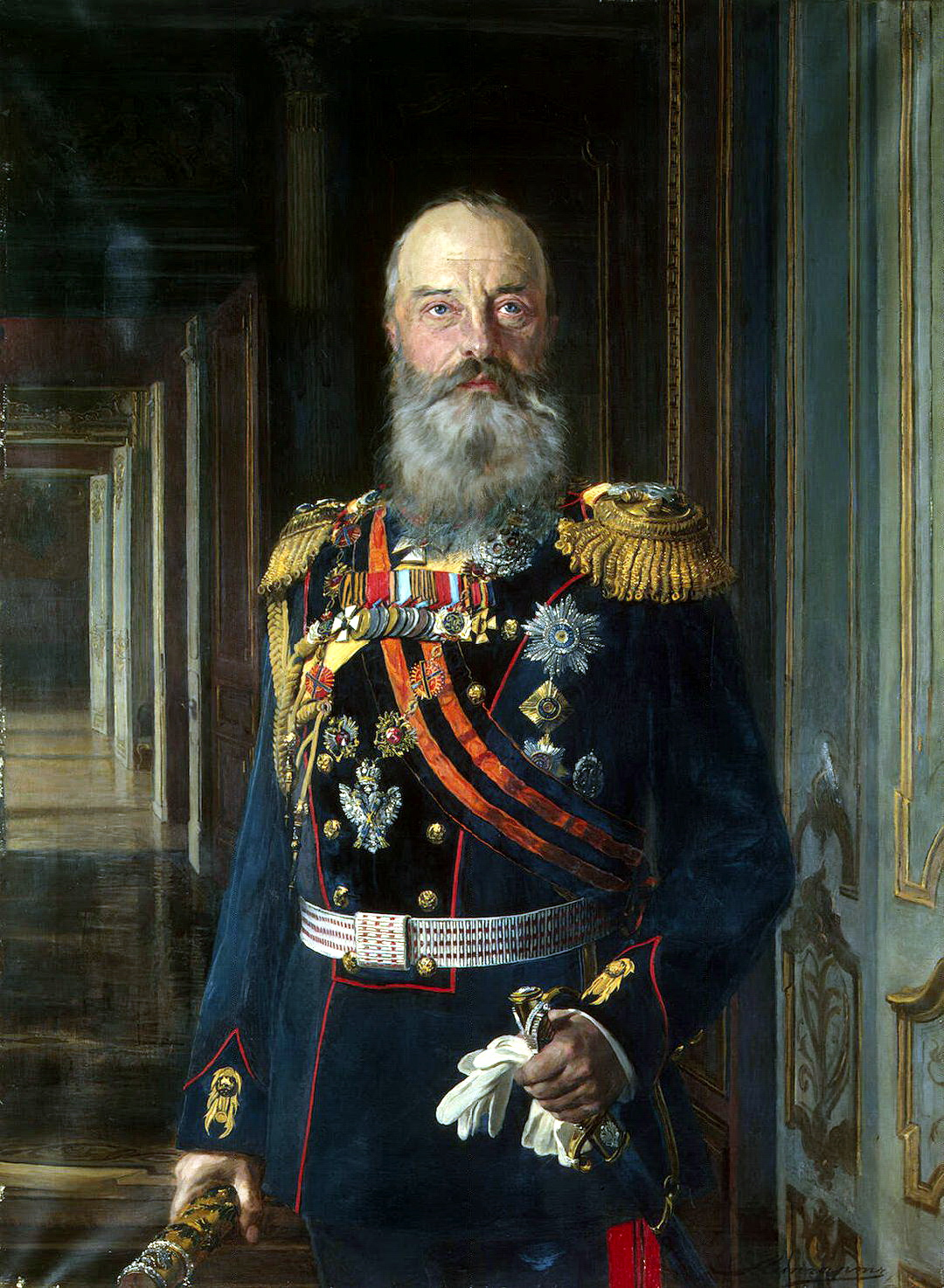
Großfürst M. N. Romanow
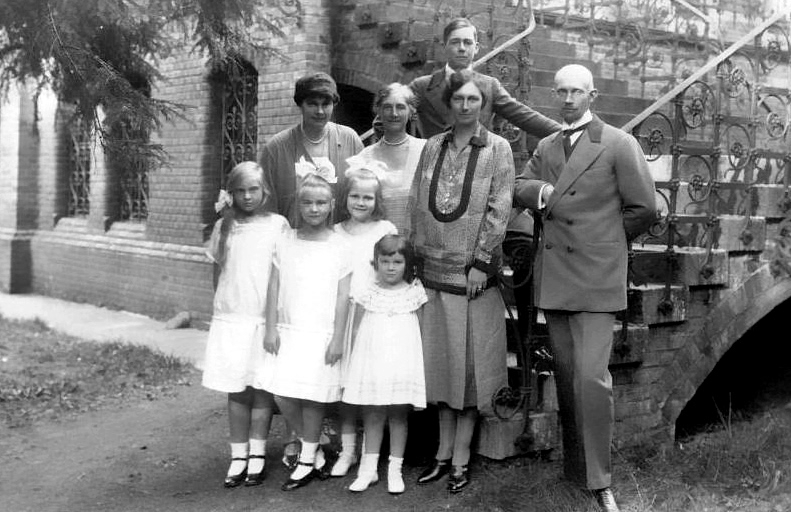
Der abgedankte Großherzog mit Familie in den 1920er Jahren